# Star Control
Star Control ist eine Science-Fiction-Computerspielreihe. Das Spielprinzip ist auf Spacewar! aufgebaut. Vor allem der zweite Teil der Serie erreichte unter vielen Spielern einen regelrechten Kultstatus.

## Star Control
Star Control: Famous Battles of the Ur-Quan Conflict, Volume IV ist der erste Teil der Serie. Das Spiel wurde 1990 von Toys for Bob entwickelt und von Accolade vermarktet. Der Veröffentlichung auf MS-DOS und Amiga folgten 1991 Portierungen auf C64, Mega Drive, Amstrad CPC und Sinclair ZX Spectrum.
Das Spiel besteht aus einem direkt an Spacewar! angelehnten Kampfsystem, das Mêlée genannt wird, und einem strategischen Teil, in dem eine dreidimensionale Gruppe von Sternen das Terrain darstellt. Außer der Rahmenhandlung, die einen Krieg zweier Allianzen (Alliance of Free Stars und Hierarchy of Battle Thralls) verschiedener außerirdischer Rassen beschreibt, wird keine Geschichte im Spiel erzählt.
Der Spielschwerpunkt liegt auf dem technischen Design der verschiedenen Raumschiffe, um möglichst ausgewogene und actionreiche Kampfsequenzen darzustellen.
Das Spiel kann sowohl in einem Einzelspielermodus, als auch zu zweit gespielt werden.
Wie in den späteren Spielen besitzen die einzelnen Raumschiffe ein grundverschiedenes Aussehen und diverse Fertigkeiten. Die Größe, Beweglichkeit und Geschwindigkeit der Schiffe unterscheiden sich, zusätzlich besitzt jedes eine unterschiedliche Waffe und eine Spezialfunktion. Zum Beispiel handelt es sich beim Ur-Quan Dreadnought um ein großes, langsames, aber recht bewegliches Schiff mit einer sehr starken Primärwaffe. Als Spezialfunktion fungiert es als eine Art Flugzeugträger, der seine Crew aussetzen kann, die dann selbstständig den Gegner angreift. Dagegen besitzt der Mmrnmhrm Transformer die Spezialfunktion, zwischen zwei Schiffstypen zu wechseln: In der ersten Form ist dieses Schiff langsam, aber sehr beweglich und mit einem starken Kurzstreckenlaser ausgerüstet. Die zweite Form stellt das Gegenteil dar; schnell, unbeweglich und ist mit weit reichenden, zielsuchenden Raketen bewaffnet.

## Star Control II
Star Control II: The Ur-Quan Masters wurde 1992 ebenfalls von Toys for Bob entwickelt und von Accolade vermarktet. Der Veröffentlichung für MS-DOS folgten später Portierungen auf Macintosh und 3DO. Das Spiel brachte eine große Anzahl neuer außerirdischer Rassen und Schiffe in die Serie ein. Zudem wurde der Strategieteil des Vorgängers durch ein Adventurespiel ersetzt. Folglich erhielt das Spiel nun eine Hintergrundgeschichte. Der neue Spielmodus bestand hauptsächlich aus Diplomatie, Ressourcen sammeln, der Erforschung des Weltraums und dem aus dem ersten Teil bekannten „Mêlée“-Kampfsystem.
Wie im ersten Teil wurde wieder ein Zweispielermodus implementiert, der nur aus Duellen der verschiedenen Schiffe besteht. In diesem Super-Mêlée-Modus sind zusätzlich alle Raumschiffe des ersten Teils enthalten, auch wenn sie teilweise im Adventureteil nicht mehr vorkommen.
Einen Großteil des Spiels machen die Interaktionen mit den verschiedenen Alienrassen aus: Jede besitzt ihre eigene Hintergrundgeschichte, Eigenarten der unterschiedlichen Lebensformen und Sprache, sowie Hintergrundmusik und Darstellung im Spiel.
Der PC-Soundtrack war zur Zeit der Veröffentlichung bemerkenswert. Im Protracker-Format gehalten, ist er eine Zusammenstellung von Einsendungen, die aufgrund eines offenen Wettbewerbs entstanden sind.
Die Ausmaße des Kultes um dieses Spiel belegt unter anderem die Website IGN.com. In einem Artikel, der über die „100 besten Spiele aller Zeiten“ handelt, belegt Star Control II den 17. Platz. In einem ähnlichen Artikel auf Gamespot.com ist das Spiel ebenfalls vertreten.

## Star Control 3
Star Control 3 wurde 1996 von der Firma Legend Entertainment entwickelt. Die Vermarktung wurde wieder von Accolade übernommen. Es erschienen Versionen für Windows- und Macintosh-Rechner.

## The Ur-Quan Masters
The Ur-Quan Masters ist ein Projekt, das zum Ziel hat Star Control II auf moderne Betriebssysteme zu portieren. Das Vorhaben hat seine Anfänge im Jahr 2002, als die Entwickler des Originalspiels, Fred Ford und Paul Reiche III, den Quelltext der 3DO-Version unter der GPL freigaben. Die Spielinhalte dagegen wurden unter der cc-by-nc-sa-Lizenz freigegeben, was es zu Freeware macht.
Das Spiel musste in The Ur-Quan Masters umbenannt werden, da die Marke Star Control von Accolade 1997 registriert wurde, welche wiederum 1999 von Atari SA akquiriert wurden (noch als Infogrames), mit dem Rest von Accolade.
Im Mai 2005 wurden komplette Portierungen für Windows, macOS, Linux und BSD veröffentlicht.
Später kamen spielbare Portierungen für die Wii, GP2X, das Pandora Handheld, und das Maemo-5-basierte N900 Smartphone hinzu. Weitere Adaptionen für die PlayStation Portable und die Xbox sind in Arbeit.

## Star Control: Origins
Im September 2018 brachte Stardock ein weiteres Spiel der Serie heraus. Das Gameplay ist bei modernerer Grafik stark an Star Control II angelehnt, allerdings kommen aus rechtlichen Gründen die originalen Rassen der Serie nicht vor.
2013 hatte Stardock die Markenrechte an Star Control gekauft, die 1999 mit Accolade an Infogrames (heute Atari SA) übergegangen waren. Teile des geistigen Eigentums blieben allerdings weiterhin im Besitz der ursprünglichen Programmierer, Fred Ford und Paul Reiche III. Stardock konnte diese nicht zur Mitarbeit gewinnen, da sie einen eigenen Nachfolger in Planung hatten, und entschied sich nach eigener Rechtsmeinung ein Star-Control-Spiel ohne die originalen Außerirdischen herauszubringen. Die veworrene rechtliche Situation gipfelte dennoch in einem jahrelangen Rechtsstreit, der dafür sorgte, dass Star Control: Origins zwischenzeitig aus verschiedenen Vertriebskanälen genommen werden musste. 2019 erzielten beide Parteien eine Einigung.

## Free Stars: Children of Infinity
2017 haben sich die ursprünglichen Entwickler von Star Control II: The Ur-Quan Masters von ihrem Studio getrennt, und ein neues Studio gegründet: Pistol Shrimp, mit dem Ziel, eine Fortsetzung der Geschichte von The Ur-Quan Masters zu schaffen.
Im April 2024 wurde dann ein crowdfunding Projekt gestartet, um die Finanzierung für einzelne Features zu finanzieren. Das Spiel soll 2025 veröffentlicht werden, und die Geschichte fängt drei Jahre nach Ende der Geschichte von Star Control II an. Im Rahmen der neuen Marke (Free Stars) wurde UQM auch als Free Stars: The Ur-Quan Masters auf Steam veröffentlicht.

## Belege
1. ↑  http://www.pcplayer.de/archiv/data/1993/1993-02.pdf Test in PC Player 1993/02 S.52
2. ↑  The Ur-Quan Masters (Memento vom 27. November 2005 im Internet Archive) “When the original developers of Star Control 2 contacted the online Star Control fan community, they presented an enticing question: if they released the source to the 3DO version of Star Control 2 under GPL, would anybody be interested in porting it to modern-day computers? Michael Martin, a 26-year-old Ph.D. student at Stanford University, answered the call. After removing proprietary 3DO-specific components from the code, the developers released the source for Star Control 2 to the public.”
3. 1 2  The Ur-Quan Masters licensing
4. ↑  Star Control Trademark at UQM wiki (Memento vom 16. Januar 2008 im Internet Archive)
5. ↑  A GP2X port of The Ur-Quan Masters (Memento vom 3. Februar 2009 im Internet Archive) at the GP2X file repository
6. ↑  Open-Pandora.org: Ur-Quan Masters (Memento vom 3. Juli 2014 im Internet Archive)
7. ↑  The Maemo 5 The Ur-Quan Masters port page at Maemo.org
8. ↑  Ur-Quan Masters 0.5.0 - PSP Port
9. ↑  Starcontrol 2 Port Source Code Release (Memento vom 14. Mai 2008 im Internet Archive)
10. ↑  The UQM Xbox port files (Memento vom 14. Mai 2008 im Internet Archive)
11. ↑  Star Control: Endlich Ruhe im Rechtestreit - können wir jetzt bitte Teil vier haben?, Eurogamer.de vom 26. Juni 2019
12. ↑  Pistol Shrimp: Our Story
13. ↑  kickstarter Projekt für Free Stars: Children of Infinity
14. ↑  Free Stars: The Ur-Quan Masters Wiederveröffentlichung Ankündigung bei pistolshrimpers.com